# Солончень
Солончень (рум. Solonceni) — село у Резинському районі Молдови. Адміністративний центр однойменної комуни, до складу якої також входить село Тарасова.

## Населення
За даними перепису населення 2004 року у селі проживали 1155 осіб.
Національний склад населення села:
| Національність       | Кількість осіб | Відсоток     |
| -------------------- | -------------- | ------------ |
| молдавани румуни     | 1136 3         | 98,4 % 0,3 % |
| українці             | 9              | 0,8 %        |
| росіяни              | 6              | 0,5 %        |
| інша / без відповіді | 1              | 0,1 %        |
| Всього               | 1155           | 100 %        |

## Солонченський тролейбус
У селі Солончень діяла унікальна лінія сільського тролейбуса, яка працювала з 1 травня 1992 по 3 січня 1994 роки.
Будівництво тролейбусної лінії тривало в розпал придністровського збройного конфлікту. На протилежному Солончень березі річки Дністер, на височині, розташовувалися військові формування Придністров'я.
Єдиний тролейбус курсував між південною околицею села Солончень та молочною фермою на північ від села, за межами адміністративного кордону села. Солонченський тролейбус чисто технічно вважався приміським. Відбувалося 5 щоденних рейсів у кожному напрямку руху. Розклад руху тролейбуса було прив'язане до підвезення робочих до господарчих підприємств радгоспу та місцевої школи. 
Технічне обслуговування відбувалось у тролейбусному управлінні Кишинева, куди тролейбуси буксирували трактором К-700. Час в дорозі займав 6 годин у кожну сторону. За 20 місяців роботи тролейбус проходив технічне обслуговування 4 рази. Обслуговування машини мало превентивний характер.
Тролейбусна лінія закрита 3 січня 1994 року під приводом дорожнечі електроенергії. Станом на 9 липня 1994 року контактна мережа була в скрутному стані, а тролейбус ЗіУ-682 (№ 2049) був законсервований на території гаража МТС. З часом обладнання тролейбуса було розграбовано, як і все господарство радгоспу. Контактна мережа була продана у Кишинів, а тролейбус ЗіУ-682 (№ 2049) був повернений до Кишинева, де продовжив роботу на маршрутах столиці, як мінімум, до 2006 року. До початку 2010 року даного тролейбуса в Кишиневі вже не було. На теперішній час про тролейбус в селі Солончень нагадують лише стовби контактної мережі, залишки будівлі підстанції та порівняно добрі селищні дороги.

## Канатна дорога
На межі 1980—1990-х років радгосп «Солонченський» був великим заможним господарством. Згідно з умовами в колишнього СРСР, будь-який приріст радгоспних коштів переходив до держави, якщо не був активним балансом на потреби підприємства або соціальні потреби села. Щоб не віддавати гроші державі, в селі Солончень розгорнулося комплексне планування і будівництво всіх можливих господарських, соціальних і культурних об'єктів. Однак зайві кошти все одно залишалися.
Якби міжміська тролейбусна лінія була побудована, по трасі проходження з'явилося б відразу декілька визначних місць з тролейбусом: проїзд під вантажною канатною дорогою, проїзд тролейбуса під прольотом залізничного моста через річку Дністер на лінії Рибниця — Бєльці-Слободзея; і рух тролейбуса серпантином від річки Дністер до міста Гума, розташованому на височині.
На придністровської території силами транспортного вертольота і фахівців МНС Росії цю канатну дорогу демонтували підривом, так як вона становила небезпеку для жителів будинків, над чиїми будинками вона проходила. Все це було узгоджено з молдовською стороною, так як деяка частина роботи проходила над Дністром. Так само, через падіння вагонетки, стався обвал даху на Рибінському цементному комбінаті і загинули 2 людини. Там її не встигли демонтувати. Складно уявити що могло статися, якби вагонетки падали на будинки людей.

## Зовнішні Посилання
Телепроґрама про солонченській тролейбус на YouTube(рум.)
| Молдова | Це незавершена стаття з географії Молдови. Ви можете допомогти проєкту, виправивши або дописавши її. |